# محمد البوعزيزي
طارق الطيب محمد البوعزيزي (29 مارس 1984 - 4 يناير 2011)، هو شاب تونسي، قام يوم الجمعة الموافق 17 ديسمبر/كانون الأول عام 2010م بإضرام النار في نفسه أمام مقر ولاية سيدي بوزيد احتجاجًا على مصادرة السلطات البلدية في مدينة سيدي بوزيد لعربة كان يبيع عليها الخضروات والفواكه لكسب رزقه، وللتنديد برفض سلطات المحافظة قبول شكوى أراد تقديمها في حق الشرطية فادية حمدي التي صفعته أمام الملأ وقالت له: (بالفرنسية: Dégage) أي ارحل (فأصبحت هذه الكلمة شعار الثورة للإطاحة بالرئيس وكذلك شعار الثورات العربية المتلاحقة). أدى ذلك لانتفاضة شعبية وثورة دامت قرابة الشهر أطاحت بالرئيس زين العابدين بن علي، أما محمد البوعزيزي فقد توفي بعد 18 يوماً من إشعاله النار في جسده. أضرم على الأقل 50 مواطناً عربياً النار في أنفسهم لأسباب اجتماعية متشابهة تقليدا لاحتجاج البوعزيزي. أقيم تمثال تذكاري تخليداً له في العاصمة الفرنسية باريس.

## النشأة
محمد البوعزيزي (و يكنى ببسبوسة) هو شاب تونسي من عائلة تتكون من تسعة أفراد أحدهم معاق. كان والده عاملا في ليبيا وتوفي عندما كان يبلغ محمد من العمر ثلاث سنوات. تزوجت بعدها والدته من عمه. تلقى محمد تعليمه في مدرسة مكونة من غرفة واحدة في قرية سيدي صالح. واضطر لأن يعمل منذ العاشرة من عمره لأن عمه كان مريضاً ولا يستطيع العمل. وبعدها ترك المدرسة حتى يستطيع العمل لساعات أطول. تذكر عدة مصادر أنه يحمل شهادة جامعية ولكن أخته سامية قالت أنه لم ينه دراسته الثانوية ولكن كان هذا مراده وكان يشجع أخواته على إكمال دراستهن.
تقول والدة محمد أنه حاول التقدم للجيش ولكنه لم يوفق وتقدّم لعدة وظائف أخرى دون أن يوفق بها أيضاً. كان محمد يعيل عائلته ويكسب حوالي 140 دولارًا شهريًا، معظمها من بيع الخضروات والفواكه في شوارع سيدي بوزيد. تقول أخته سامية إنه كان ينوي شراء عربة لتساعده في عمله.

## الحادثة

الرئيس التونسي زين العابدين بن علي يزور محمد البوعزيزي في المشفى في محاولة لتهدئة الاحتجاجات.

اعترض عناصر من الشرطة في فجر الجمعة 17 ديسمبر/كانون الأول 2010 عربة الفاكهة التي كان يجرها محمد البوعزيزي في الأزقة محاولا شق طريقه إلى سوق الفاكهة وحاولوا مصادرة بضاعته. عم البوعزيزي رأى الواقعة فهرع لنجدة ابن أخيه وحاول إقناع عناصر الشرطة بأن يدعوا الرجل يكمل طريقه إلى السوق طلبا للرزق. ثم ذهب العم إلى مأمور الشرطة وطلب مساعدته، واستجاب المأمور وطلب من الشرطية فادية حمدي التي استوقفت البوعزيزي برفقة شرطيين آخرين أن تدعه وشأنه. الشرطية استجابت ولكنها استشاطت غضبا لاتصال عم البوعزيزي بالمأمور.
ذهبت الشرطية فادية حمدي إلى السوق مرة أخرى في وقت لاحق، وبدأت مصادرة بضاعة البوعزيزي ووضعت أول سلة فاكهة في سيارتها وعندما شرعت في حمل السلة الثانية اعترضها البوعزيزي، فدفعته وضربته بهراوتها. ثم حاولت الشرطية أن تأخذ ميزان البوعزيزي، وحاول مرة أخرى منعها، عندها دفعته هي ورفيقاها فأوقعوه أرضًا وأخذوا الميزان. بعد ذلك قامت الشرطية بتوجيه صفعة للبوعزيزي على وجهه أمام حوالي 50 شاهدا. عندها عزّت على البوعزيزي نفسه وانفجر يبكي من شدة الخجل. وبحسب الباعة وباقي الشهود الذين كانوا في موقع الحدث، صاح البوعزيزي بالشرطية قائلا: «لماذا تفعلين هذا بي؟ أنا إنسان بسيط، لا أريد سوى أن أعمل».
حاول البوعزيزي أن يلتقي بأحد المسؤولين لكن دون جدوى. ثم عاد إلى السوق وأخبر زملاءه الباعة بأنه سوف يشعل النار في نفسه ولكنهم لم يأخذوا كلامه على محمل الجد. وقف البوعزيزي أمام مبنى البلدية وسكب على نفسه مخفف الأصباغ (ثنر) وأضرم النار في جسده. اشتعلت النيران، وأسرع الناس وأحضروا طفايات الحريق ولكنها كانت فارغة. اتصلوا بالشرطة، لكن لم يأت أحد. ولم تصل سيارة الإسعاف إلا بعد ساعة ونصف من إشعال البوعزيزي النار في نفسه. ليتم نقله إلى مركز الإصابات والحروق البليغة ببنعروس، حيث زاره زين العابدين بن علي في محاولة لتهدئة الأوضاع وامتصاص الغضب الشعبي. من جانبها نفت الشرطية فادية حمدي صفعها للبوعزيزي وأصرت على براءتها.

## التبعات

### الثورة التونسية

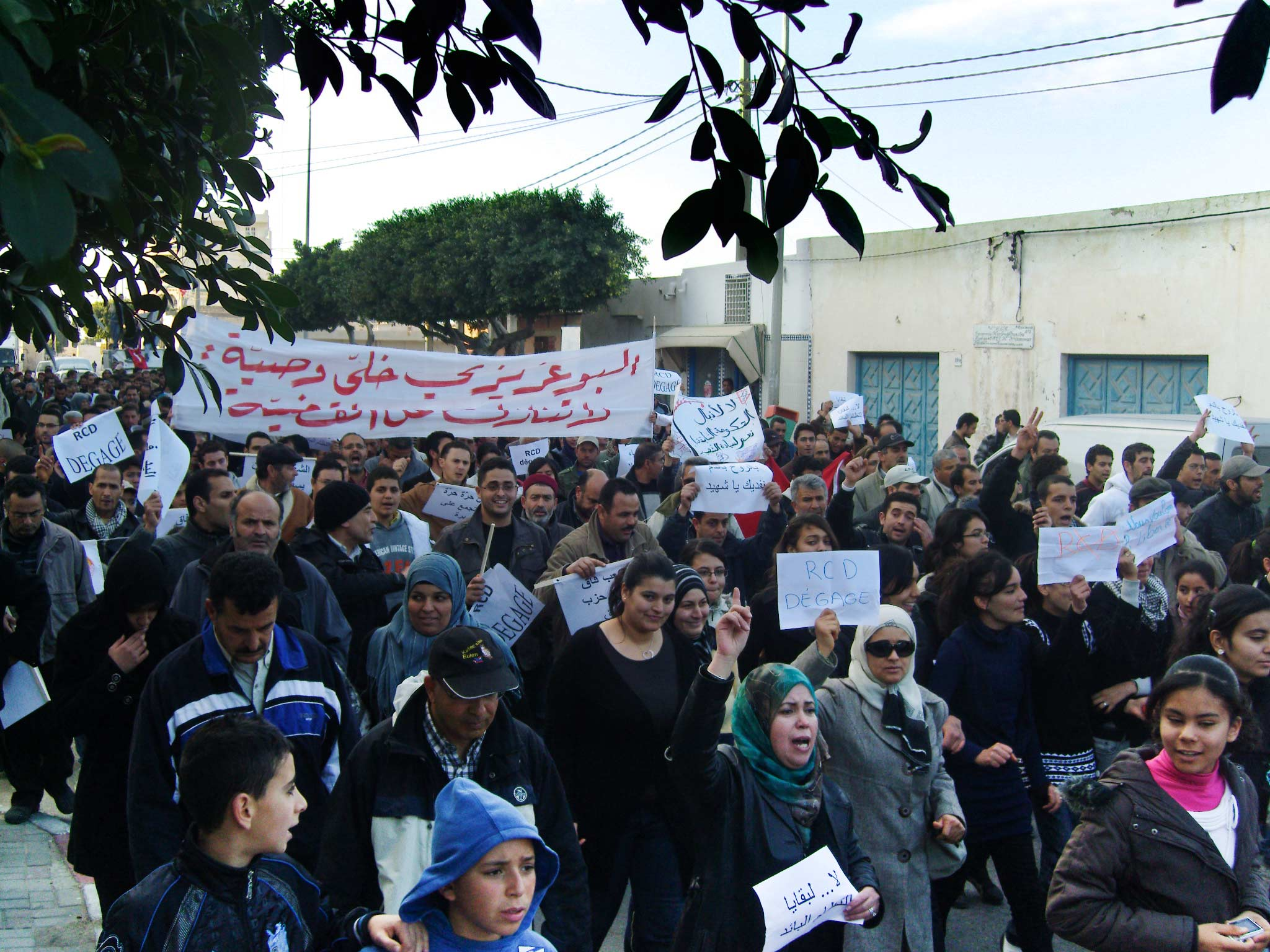
تظاهرة سنة 2011م تطالب برحيل التجمع الدستوري الديمقراطي الحاكم آنذاك، نظمها الاتحاد العام التونسي للشغل مرفوع فيها لافتة مكتوب عليها «البوعزيزي خلى وصية: لا تنازل عن القضية».

أدى حادث محمد البوعزيزي إلى احتجاجات من قِبل أهالي سيدي بوزيد في اليوم التالي، يوم السبت 18 من كانون الأول/ديسمبر عام 2010م، حيث قامت مواجهات بين مئات من الشبان في منطقة سيدي بوزيد وقوات الأمن. المظاهرة كانت للتضامن مع محمد البوعزيزي والاحتجاج على ارتفاع نسبة البطالة، والتهميش والإقصاء في هذه الولاية الداخلية. سرعان ما تطورت الأحداث إلى اشتباكات عنيفة وانتفاضة شعبية شملت معظم مناطق تونس احتجاجاً على ما اعتبروه أوضاع البطالة وعدم وجود العدالة الاجتماعية وتفاقم الفساد داخل النظام الحاكم. حيث خرج السكان في مسيرات حاشدة للمطالبة بالعمل وحقوق المواطنة والمساواة في الفرص والتنمية.

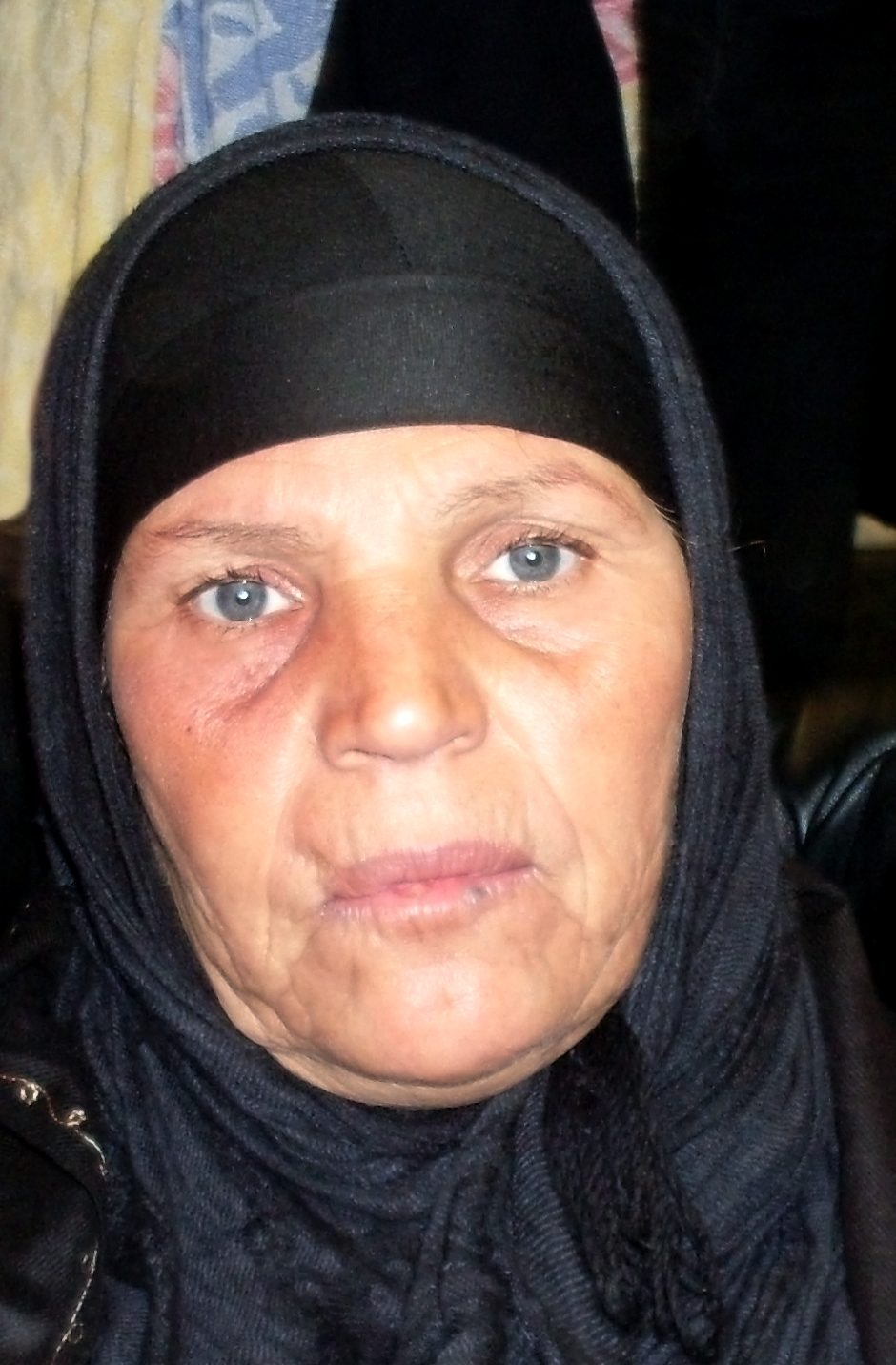
والدة محمد البوعزيزي.

أجبرت هذه الانتفاضة الرئيس التونسي زين العابدين بن علي -الذي كان يحكم البلاد بقبضةٍ حديدية طيلة 23 سنة- على التنحي عن السلطة والهروب من البلاد خِلسةً إلى السعودية في 14 يناير 2011. وفي نفس اليوم أعلن الوزير الأول محمد الغنوشي عن توليه رئاسة الجمهورية بصفة مؤقتة وذلك استنادًا على الفصل 56 من الدستور التونسي، غير أن المجلس الدستوري قرر اللجوء للفصل 57 من الدستور وأعلن في اليوم التالي (السبت 15 يناير 2011) عن تولي رئيس مجلس النواب محمد فؤاد المبزع منصب رئيس الجمهورية بشكل مؤقت وذلك لحين إجراء انتخابات رئاسية مبكرة.

### وفاة البوعزيزي
توفي محمد البوعزيزي يوم الثلاثاء 4 يناير/كانون الثاني عام 2011م في مركز الإصابات والحروق البليغة ببنعروس عن عمر 26 سنة متأثراً بالحروق التي أصيب بها منذ 18 يوماً. وقال النقابي وشاهد العيان كمال العبيدي في اتصال هاتفي مع وكالة الأنباء الألمانية أن أعداداً كبيرة من قوات الأمن «منعت باستعمال الضرب مشيـّعي الجنازة من المرور أمام مقر المحافظة» بعد أن كان سالم -شقيق محمد البوعزيزي- قد أعلن أن الجنازة ستمرّ أمام مقر الولاية. وقد شيع جثمانه الآلاف.
وقد أعربت والدته عن شعورها بالفخر بما قام به ابنها وبالدور الذي لعبه في تحقيق التغيير في البلاد.
كما سحبت شكواها ضد الشرطية فادية حمدي في 19 أبريل 2011 «لتجنب الكراهية وللمساعدة في مصالحة سكان سيدي بوزيد» فيما قالت الشرطية «إنني بريئة. لم أصفعه» قبل أن يحكم القاضي بشطب القضية ويأمر بالإفراج عنها.

## تقليد تجربته
أضرم على الأقل 50 مواطناً عربياً (وذلك حتى تاريخ 14 ديسمبر 2011) النار في أنفسهم لأسباب اجتماعية متشابهة تقليدا لاحتجاج البوعزيزي. وقد أطلق بعض علماء الاجتماع والكتاب الصحفيون اسم «ظاهرة البوعزيزية» على الحوادث المتكررة التي تحمل نفس السيناريو. امتدت هذه الظاهرة في عدة دول عربية.
فقد أقدم شاب جزائري عاطل عن العمل يدعى محسن بوطرفيف على حرق نفسه يوم 15 يناير 2011 بعد أن رفض مسؤول محلي منحه وظيفة. وقد توفى بوطرفيف متأثرا بالحروق وأدى هذا الحادث إلى إقالة رئيس بلدية بوخضرة من قبل والي ولاية تبسة.
كما أقدم كل من «سنوسي توات» و«عويشية محمد» وآخرون من الجزائر على إشعال النار في أنفسهم.
كما قام مواطن مصري يدعى «عبده عبد المنعم حمادة» بإشعال النار في نفسه صباح يوم 17 يناير 2011 أمام مبنى مجلس الشعب المصري احتجاجا على إغلاق مطعمه. تكرر المشهد في اليوم ذاته ولكن بموريتانيا حيث أقدم رجل أعمال موريتاني يدعى «يعقوب ولد دحود» على إحراق نفسه داخل سيارته أمام مجلس الشيوخ الموريتاني احتجاجا على سوء معاملة الحكومة لعشيرته. وقد لفظ ولد دحود أنفاسه الأخيرة داخل المستشفى الذي كان يتعالج فيه بالمملكة المغربية بعد خمسة أيام من الحادث.
فيما لقي مواطن مصري عاطل عن العمل، يدعى «أحمد هاشم السيد»، مصرعه الثلاثاء 18 يناير 2011 في مدينة الإسكندرية متأثرا بجروحه بعد أن أضرم النار في نفسه احتجاجا على أوضاعه المعيشية. كما أضرم مصري آخر يعمل محاميا ويدعى «محمد فاروق» النار في نفسه أمام مجلس الشعب يوم الثلاثاء (18 يناير 2011) أيضا. كما توفي مواطن سعودي في الستينيات من عمره يوم 22 يناير 2011 بعد أن أضرم النار في نفسه في منطقة جازان ولم يتضح ما إن كان أقدم على ذلك مستلهما حادثة البوعزيزي. كما شهدت المغرب ثلاث حالات إحراق للنفس وحدثت حالة أخرى في السودان أيضا.

## مواقف حول حرق النفس
تشبه الكثير من الشباب في العالم العربي بتجربة البوعزيزي، وأحرقوا أنفسهم. وهو ما دفع مفتي تونس والعديد من رجال الدين لإصدار فتاوى حول مسألة حرق النفس. في تونس، لاقت تصريحات مفتي تونس، التي ركزت على حكم الشرع في تحريم الانتحار دون أن تنوه إلى حكم الشرع في الفساد والظلم، استنكارا من عدد من العلماء والكتَّاب. في حين دعا الشيخ القرضاوي بالرحمة لهذا الشاب، وقد فُسِّرَ دعاء الشيخ القرضاوي له بالرحمة بأنها تحليل لما أقدم عليه، مما حدا بالشيخ إلى إصدار بيان يوضح فيه الأمر، ومن نصه: «إني أتضرع إلى الله وأبتهل إليه أن يعفو عن هذا الشاب ويغفر له، ويتجاوز عن فعلته التي خالف فيها الشرع الذي ينهى عن قتل النفس، كما قال تعالى: {وَلَا تَقْتُلُوا أَنْفُسَكُمْ إِنَّ اللَّهَ كَانَ بِكُمْ رَحِيمًا} [النساء:29]، ودعوت الإخوة في تونس والمسلمين عامة: أن يدعوا الله معي، ويشفعوا عنده لهذا الشاب الذي كان في حالة ثورة وغليان نفسي، لا يملك فيها نفسه وحرية إرادته، فهو أشبه بحالة الإغلاق التي لا يقع فيها الطلاق،» لا طلاق في إغلاق"". رواه أحمد). كما دعا المستشار محمود الخضيري المواطنين بالموت في المظاهرات وليس بالانتحار، في دعوة منه للمطالبة بالحقوق من خلال التظاهر وليس بإحراق النفس.

## تخليد ذكراه

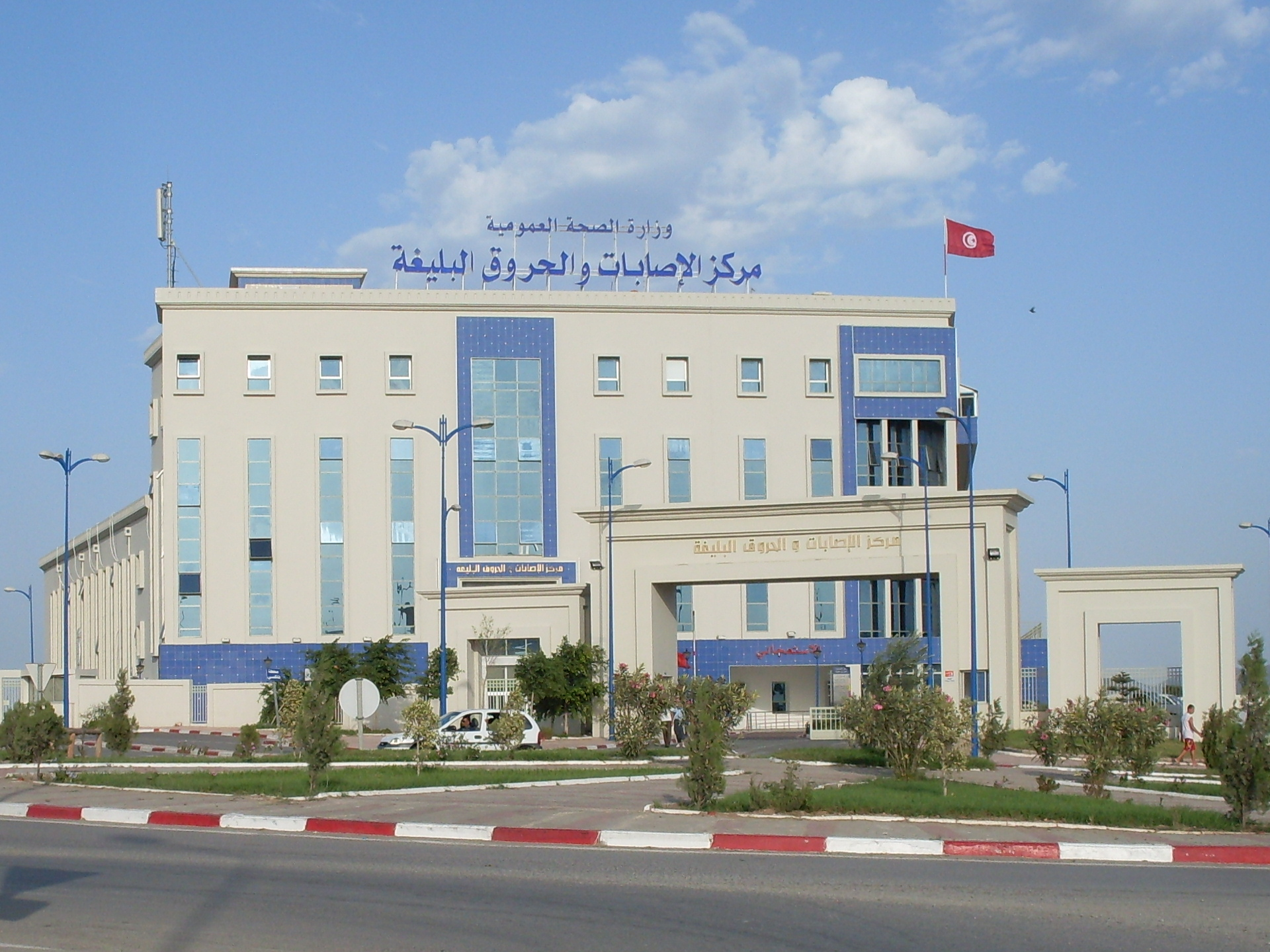
مستشفى محمد البوعزيزي حيث توفي

- في 18 يناير 2011، ترجمت المطربة التونسية آمال المثلوثي كلمات أغنية «لك هذا» للمطربة الأمريكية جوان بيز للغة العربية في 18 يناير 2011 مُطلقة عليها اسم «للبوعزيزي» وغنتها تكريما له.[36]
- رفض سالم أخو محمد البوعزيزي عرضان من رجلي أعمال خليجيين لشراء عربة شقيقه التي كان يبيع عليها الفواكه بلغ أحداهما 20 ألف دولار أمريكي. فقد أكد سالم وهو الذي يعمل نجاراً «مستحيل أن أبيع العربة، ليفهم الجميع إنها ليست للبيع، أريد أن أحتفظ بها كذكرى من أخي»، لكن ما قد يقبل به في يوم ما «هو أن يتم وضعها في أحد الساحات كمعلم» في مدينته.[37]
- في 17 فبراير 2011، أعلنت بلدية تونس العاصمة أنها ستغير اسم واحد من أهم شوارع العاصمة وهو شارع 7 نوفمبر  الذي يرمز لتاريخ وصول بن علي للحكم إلى شارع محمد البوعزيزي. نفس الشيء في سيدي بوزيد، أطلق اسم البوعزيزي على الشارع الرئيسي في المدينة.
- في 25 مارس من نفس السنة، أصدر البريد التونسي طابعا بريديا يحمل اسم وصورة البوعزيزي.
- أما في فرنسا، فقد أعلن عمدة باريس برترون ديلانوي في 4 فبراير 2011 أنه سيعمل على إطلاق اسم البوعزيزي على أحد ميادين باريس، لأن هذا الشاب «يعد رمزاً لكفاح تونس من أجل الديمقراطية والعدالة والحرية». بالرغم من القاعدة التي تحظر تسمية شارع في باريس باسم شخصية لم يمر عن وفاتها 5 سنوات، إلا أن إحدى ساحات الدائرة الرابعة عشرة في باريس أصبحت تحمل اسم «ساحة محمد البوعزيزي كتحية للشعب التونسي وثورته في يناير 2011»، من المقرر أن يتم إضافة نصب تذكاري في الساحة. تم افتتاح هذه الساحة في 30 يونيو 2011 من قبل عمدة باريس وبحضور مختار الطريفي رئيس الرابطة التونسية للدفاع عن حقوق الإنسان.[38]
- في 27 أكتوبر 2011، اختاره البرلمان الأوروبي مع أربعة مواطنين عرب آخرين شاركوا في الربيع العربي للفوز بجائزة سخاروف لحرية الفكر.[39][40]
- مركز الإصابات والحروق البليغة الذي توفي فيه البوعزيزي في 4 يناير، أصبح اسمه مستشفى محمد البوعزيزي.
- في 2011، نشر الكاتب المغربي الطاهر بن جلون والمتحصل على جائزة غونكور كتابا قصيرا بالفرنسية عنوانه بواسطة النار (Par le Feu) نشر في دار غاليمار، وهي قصة خيالية قصيرة تعيد سرد وتركيب الأسابيع الأخيرة من حياة البوعزيزي وتنتهي بالإشادة «برجل عادي، مثله الملايين، والذي، بسبب سحقه، وإذلاله، ونفيه في حياته، انتهى بأن يصبح الشرارة التي أشعلت فتيل العالم».[41]
- في 17 ديسمبر 2011 وبمناسبة الذكرى الأولى لبداية الثورة التونسية، كشف النقاب عن نصب تذكاري يمثل عربة البوعزيزي، تحيط بها كراسي فارغة تمثل «الطغاة» العرب الذين سقطوا، وذلك في سيدي بوزيد.[42]
- صحيفة ذي تايمز البريطانية اختارت محمد البوعزيزي شخصية العام 2011، مسندة إلى عملية حرق نفسه دور المحفز لثورات الربيع العربي.[43][44]
- في 7 أبريل 2012، نشرت دار سراس للنشر سيرة ذاتية لمحمد البوعزيزي، صاغتها الكاتبة ليديا شابير دالي، تحدثت فيها عن طفولة وشباب واللحظات الكبيرة التي ميزت حياته، وذلك اعتمادا على أقوال عائلته.
- في 1 سبتمبر 2012، نشرت المغنية الجزائرية كنزة فرح أغنية مصورة أهدتها لمحمد البوعزيزي.[45]

## وصلات خارجية
- محمد البوعزيزي على موقع IMDb (الإنجليزية)
- محمد البوعزيزي على موقع الموسوعة البريطانية (الإنجليزية)
- قصيدة «حكاية البوعزيزي» للشاعر عبد الغني عبده